# Ken Booth (Politiker)
Hon. Kenneth „Ken“ George Booth (* 23. Februar 1926 in Kurri Kurri, New South Wales; † 2. November 1988 in Newcastle, New South Wales) war ein australischer Politiker der Australian Labor Party ALP, der zwischen 1960 und seinem Tode 1988 28 Jahre lang Mitglied im Parlament von New South Wales war und verschiedene Ministerämter bekleidete.

## Leben
Kenneth „Ken“ George Booth war der Sohn des Politikers George Booth (1891–1960), der zwischen 1925 und 1960 ebenfalls Mitglied sowie zuletzt von 1955 bis 1959 kommissarischer Sprecher der Legislativversammlung des Parlaments war, und dessen Ehefrau Annie Payne. Er selbst absolvierte nach dem Besuch der Kurri Kurri Primary School und der Maitland Boys High School ein Lehramtsstudium am Sydney Teacher’s College. Als Siebzehnjähriger trat er noch während des Studiums der Australian Labor Party ALP 1943 als Mitglied bei. Nach Abschluss seines Studiums war er zunächst von 1949 bis 1950 Lehrer an der Cessnock High School sowie zugleich Berater für Fitness- und Sportunterricht in Riverina. Nachdem er 1951 zunächst selbst Lektor am Sydney Teacher’s College wurde, war er zwischen 1952 und 1960 als Sozialsachbearbeiter am Newcastle Technical College und am Newcastle University College tätig. Daneben engagierte er sich von 1958 bis 1960 im Cricket als Sekretär der Newcastle Cricket Association sowie als Delegierter der New South Wales Cricket Association.
Nach dem Tode seines Vaters am 31. Juli 1960 wurde Ken Booth bei der dadurch notwendigen Nachwahl (By-election) im Wahlkreis Kurri Kurri mit 17.764 Stimmen (92,53 Prozent) erstmals Mitglied im Parlament von New South Wales und vertrat diesen Wahlkreis nach seinen darauf folgenden Wiederwahlen am 9. Februar 1962 und am 5. April 1965 bis zur Auflösung des Wahlkreises am 23. Januar 1968, wobei er bei beiden Wahlen 1962 und 1965 ohne Gegenkandidaten und damit ohne Wahlgang wieder Mitglied des Parlaments wurde. Daneben fungierte er von 1962 bis 1965 als Mitglied des Rates der University of New South Wales. Bei den Wahlen am 24. Februar 1968 wurde er mit 15.866 Stimmen (75,83 Prozent) im neu geschaffenen Wahlkreis Wallsend wieder zum Mitglied der Legislativversammlung gewählt und vertrat diesen Wahlkreis nach seinen Wiederwahlen am 13. Februar 1971, 17. November 1973, 1. Mai 1976, 7. Oktober 1978, 19. September 1981, 24. März 1984 und 19. März 1988 bis zu seinem Tode am 1. November 1988, wobei er bei der Wahl 1978 mit 79,28 Prozent sein bestes sowie bei der Wahl 1988 mit 59,4 Prozent sein schlechtestes Ergebnis erzielte.
Am 14. Mai 1978 übernahm Booth im Kabinett von Premierminister Neville Wran erstmals ein Regierungsamt und fungierte bis zum 2. Oktober 1981 als Minister für Sport und Freizeit (Minister for Sport and Recreation) sowie darüber hinaus als Tourismusminister (Minister for Tourism). Ferner war er zwischen dem 22. Mai und dem 19. Juni 1978 auch noch kommissarischer Minister für öffentliche Arbeiten (Acting Minister for Public Works) und auch kommissarischer Minister für Häfen (Minister for Ports) sowie zudem vom 29. Februar 1980 bis zum 2. Oktober 1981 stellvertretender Schatzminister (Assistant Treasurer). Nach einer neuerlichen Regierungsumbildung wurde er am 2. Oktober 1981 Schatzminister (Treasurer) im Kabinett Wran und bekleidete dieses Ministeramt zwischen dem 4. Juli 1986 und dem 25. März 1988 im Kabinett von Barrie Unsworth, Wrans Nachfolger als Premierminister.
Ken Booth war zwei Mal verheiratet. Aus seiner ersten am 23. Januar 1954 geschlossenen Ehe mit der am 13. August 1979 verstorbenen Irene Marshall ging eine Tochter hervor. In zweiter Ehe heiratete er am 22. Februar 1982 Gail Mathieson.